# プラシノ藻
プラシノ藻（プラシノそう、学名：Prasinophyceae）は、緑藻植物門に含まれる単細胞の微細藻類である。海水・淡水域ともに広く分布する。およそ20属100種が含まれる。原始的な形態の緑色植物をまとめた多系統群であり、最古の化石は14億年前のものと言われている。

## 細胞構造
全てのプラシノ藻は生活環を通して単細胞性である。細胞は小型で、直径数μmのものから、1μm未満のいわゆるピコプランクトンに分類される種もある。細胞の形状は球形、ソラマメ型、四角錐型など変化に富む。

### 細胞内小器官
細胞内に1個の葉緑体を持ち、光合成を行ってエネルギーを得る独立栄養生物である。葉緑体内にはピレノイドが発達し、周辺には貯蔵物質としてα1,4-グルカン（デンプン）が蓄積される。光合成色素はクロロフィル a/b であり、他に数種のカロテノイドを持つ。カロテノイド組成は属および種間でも異なっており、組成の違いに伴い細胞の見た目の色も異なる。報告されているカロテノイドはα、β-カロテン、ルテイン、ビオラキサンチン、ネオキサンチン、アンテラキサンチン、ゼアキサンチン、プラシノキサンチン、シフォナキサンチンおよびそれらの誘導体である。カロテノイドの組成はプラシノ藻綱の内部分類形質でもある。
細胞核、ゴルジ体、眼点などは細胞内に1つずつ存在する。ミトコンドリアは数個が分散する。細胞壁はない。ゴルジ体では鱗片（後述）が作られ、細胞表面に配置される。光感知に関わる赤色の眼点を葉緑体の内側に持つが、Nephroselmis astigmatica など1部の種はこれを欠く。

### 鞭毛

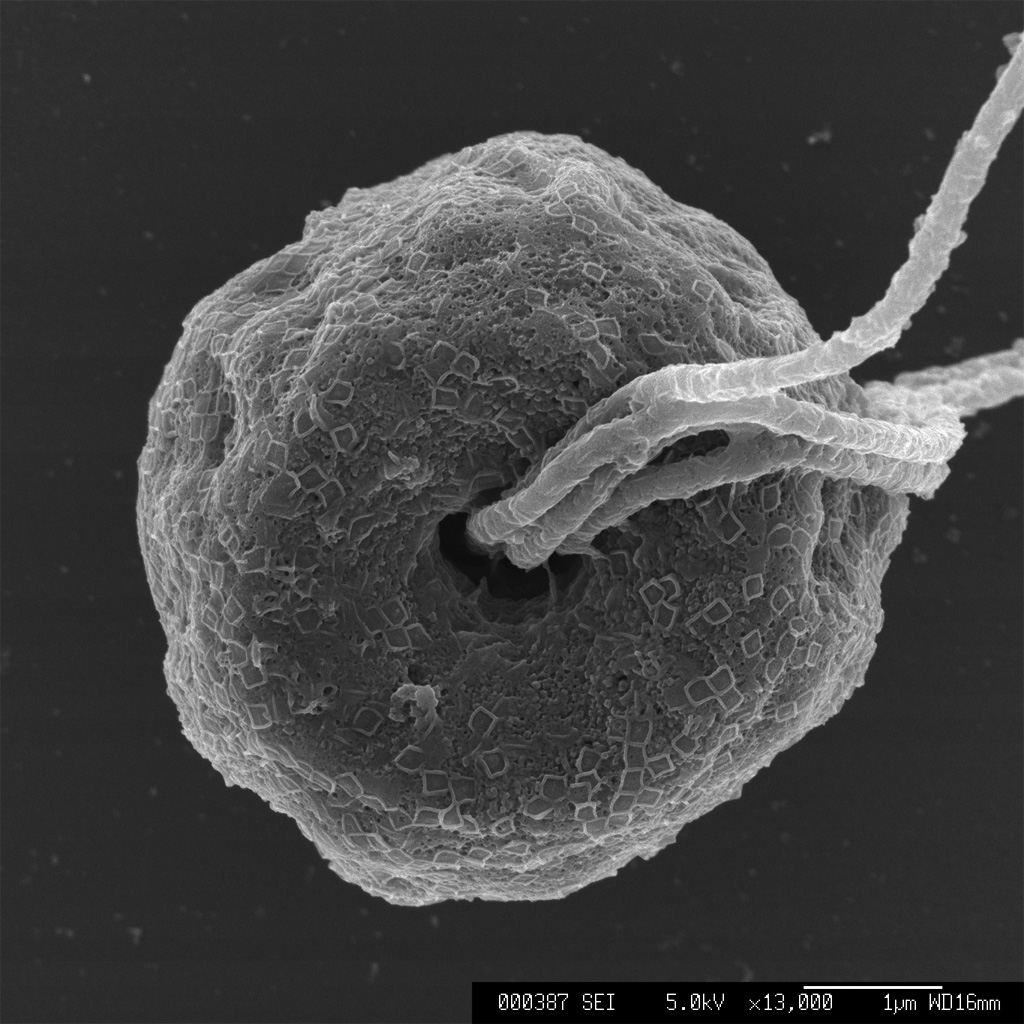
Pyramimonas sp. の陥入部。4本の鞭毛と、細胞表面の四角形の鱗片が見える。

プラシノ藻の鞭毛は細胞前端の陥入部 (flagellar pit) から生じる。本数は属によって異なるが、持たないものから8本以上まで様々である。ピラミモナス属 Pyramimonas やハロスファエラ属 Halosphaera では属内でも種によって鞭毛の本数に違いがある。Pyramimonas propulsa、P. octopus など多鞭毛の種では、さらに鞭毛の本数が倍加した細胞が生じることもある。一方プラシノコッカス属 Prasinococcus やオストレオコッカス属 Ostreococcus の細胞は球形に近く、鞭毛を持たない。
鞭毛の長さはプテロスペルマ属 Pterosperma などでは細胞径の4-5倍と長く、テトラセルミス属 Tetraselmis やピラミモナス属では短い。これらの属では全ての鞭毛は等長であるが、ネフロセルミス属 Nephroselmis やマントニエラ属 Mantoniella では不等長である。いずれの鞭毛も先端は丸く鈍頭で終止し、クラミドモナスに代表される（狭義の）緑藻のように先細りは見られない。鞭毛の表面には細胞表面と同様に鱗片があり、属によって様々な形状のものが見られる。鱗片は複数種が多層構造を為している場合もある。鞭毛根系を含む鞭毛装置は多様であり、プラシノ藻内で属を区別する形態形質にもなっている。

### 鱗片
プラシノ藻の細胞表面および鞭毛表面は有機質の鱗片に覆われている。鱗片はゴルジ体で形成され、エキソサイトーシスにより鞭毛装置近傍から細胞外に排出される。細胞表面の鱗片は最大4層、鞭毛では3層であり、属や種によって層の構成や鱗片の形状が異なる。鱗片の形状はクモの巣型（マミエラ目の細胞表面および鞭毛表面）、カブトガニ型（マミエラ目およびピラミモナス目の鞭毛表面）、ダイヤモンド型（マミエラ目以外の細胞表面および鞭毛表面）、棒状（シュードスコウルフィエルディア目の鞭毛表面）、十字型や星型（同細胞表面）など様々である。棒状の鞭毛鱗片はマスチゴネマと呼ばれる場合もあるが、ストラメノパイルのような管状マスチゴネマとは異なりあくまで鱗片であり、鞭毛打の推進力を逆転するような働きはない。いずれも種を区別し得る形態形質であるが、電子顕微鏡を用いなければ形状を判別することはできない。

## 生殖
主な増殖法は無性生殖で、単純な二分裂による。プテロスペルマ属やパキスファエラ属 Pachysphaera では二分裂の他に、ファイコーマ (phycoma) と呼ばれる大型の不動細胞が形成され、内部で多数の遊走細胞が作られて放出される場合もある。有性生殖に関する知見は少なく、ネフロセルミス属（N. olivacea など）で同形配偶による接合例が少数報告されているのみである。

## ゲノムプロジェクト
マミエラ目に含まれるオストレオコッカス属のプラシノ藻、Ostreococcus tauri ではゲノムプロジェクトが行われ、2006年に米国科学アカデミー紀要に成果が報告された。O. tauri は細胞の直径が1μm程度と最小クラスの真核生物であるが、ゲノムサイズも 12.56Mb（染色体数14、核ゲノムのみ）と非常に小さい。これは報告されている自由生活性の真核生物のゲノムの中では最小である。

## 分類
プラシノ藻は伝統的には4目に分類されてきた（Melkonian 1989、千原 1999他）。伝統的な分類例を以下に示す。
マミエラ目 Mamiellales
細胞はソラマメ形。鞭毛は0-2本。2本持つものでは不等長である。クモの巣型やカブトガニ型の鱗片を持つが、何れかを欠くものもある。
- マミエラ（Mamiella）、バチコッカス（Bathycoccus）、マントニエラ（Mantoniella）、ミクロモナス（Micromonas）、オストレオコッカス（Ostreococcus）、プラシノコッカス（Prasinococcus）、プラシノデルマ（Prasinoderma ）

シュードスコウルフィエルディア目 Pseudoscourfieldiales
細胞は球形、楕円形、ソラマメ型など。鞭毛は多くの種で不等長の2本、もしくは無し。鞭毛に棒状の鱗片を持つ。
- シュードスコウルフィエルディア（Pseudoscourfieldia）、ネフロセルミス（Nephroselmis）、ピクノコッカス（Pycnococcus）

クロロデンドロン目 Chlorodendrales
細胞は主に四角錐型。鞭毛は等長で4本。鞭毛にダイヤモンド型の鱗片のみを持つ。4系統の微小管性鞭毛根を含む回転対称の鞭毛装置を持つ。目名になっているクロロデンドロン属（Chlorodendron Senn in Engler and Prantl, 1900）はテトラセルミス属のシノニムとして扱われている。
- テトラセルミス（Tetraselmis）、スケルフェリア（Scherffelia）

ピラミモナス目 Pyramimonadales
鞭毛は等長で4本、倍数化したものでは4×2n本。鞭毛装置の微小管性鞭毛根は4系統、MLS（MultiLayered Structure）と呼ばれる多層構造を持つ。細胞の表面には冠型の特徴的な鱗片を持つものもある。
- ピラミモナス（Pyramimonas）、キムボモナス（Cymbomonas）、プテロスペルマ（Pterosperma）、パキスファエラ（Pachysphaera）、ハロスファエラ（Halosphaera）、メソスティグマ（Mesostigma）

上記の分類のうち、マミエラ目のプラシノコッカスをプラシノコッカス目（Prasinococcales）として、シュードスコウルフィエルディア目のネフロセルミスをネフロセルミス目（Nephroselmidales）として分離する場合もある。
また、ピラミモナス目に属するメソスティグマ属 Mesostigma は1999年にメソスティグマ藻綱 Mesostigmatophyceae としてプラシノ藻綱自体から切り離されている。メソスティグマはストレプト植物の根元で分岐したとする説が有力であり、プラシノ藻からの独立性を支持する報告がなされている。